# Mount Carmel (Carolina del Sud)
Mount Carmel és una concentració de població designada pel cens dels Estats Units a l'estat de Carolina del Sud. Segons el cens del 2000 tenia 237 habitants.

## Demografia
Segons el cens del 2000, Mount Carmel tenia 237 habitants, 86 habitatges i 63 famílies. La densitat de població era de 9,9 habitants/km².
Dels 86 habitatges en un 19,8% hi vivien nens de menys de 18 anys, en un 33,7% hi vivien parelles casades, en un 31,4% dones solteres, i en un 25,6% no eren unitats familiars. En el 24,4% dels habitatges hi vivien persones soles l'11,6% de les quals corresponia a persones de 65 anys o més que vivien soles. El nombre mitjà de persones vivint en cada habitatge era de 2,76 i el nombre mitjà de persones que vivien en cada família era de 3,31.
Per edats la població es repartia de la següent manera: un 24,5% tenia menys de 18 anys, un 9,3% entre 18 i 24, un 26,2% entre 25 i 44, un 29,1% de 45 a 60 i un 11% 65 anys o més.
L'edat mediana era de 38 anys. Per cada 100 dones de 18 o més anys hi havia 92,5 homes.
La renda mediana per habitatge era de 19.531 $ i la renda mediana per família de 28.500 $. Els homes tenien una renda mediana de 34.375 $ mentre que les dones 21.563 $. La renda per capita de la població era de 9.777 $. Entorn del 46,8% de les famílies i el 48,8% de la població estaven per davall del llindar de pobresa.

## Poblacions més properes
El següent diagrama mostra les poblacions més properes.